# Calatrava, Romblon

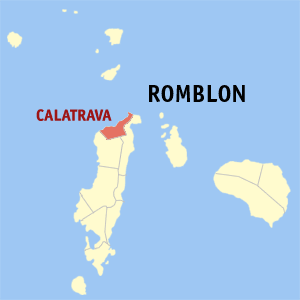
Bản đồ Romblon với vị trí của Calatrava

Calatrava là một đô thị hạng 5 ở tỉnh Romblon, Philippines. Theo điều tra dân số năm 2000, đô thị này có dân số 8.878 người trong 1.674 hộ.

## Barangay
Calatrava được chia thành 7 barangay.
- Balogo
- Linao
- Poblacion
- Pagsangahan
- Pangulo
- San Roque
- Talisay